# Mondák könyve
A Mondák könyve Komjáthy István 1955-ben az Ifjúsági Könyvkiadónál megjelent hun, és magyar mondákat feldolgozó válogatása. Témájában a 21. század elején is az egyik legnépszerűbb könyv volt.Többször újra kiadták, így például 2022-ben a Móra Könyvkiadó.

## Forrásai, szerkezete, témái
A magyar őstörténetről, tehát mindarról, ami a 13. századi történetírásunk előttről való, mind a mai napig elég keveset tudunk, A mondavilágban mindössze pár olyan tény maradt meg, amellyel kapcsolatban nincsenek kérdőjelek, mint például: keletről jöttünk, a nomád életformánk és kapcsolódó hitvilágunk bizonyos elemei, számos néppel kerültünk kapcsolatba, így például a hunokat valamilyen módon testvérnépnek tekintjük, ráadásul az első évezredből már személynévnek tekintett szóval azonosított őseink is vannak, például Levedi törzsfő, Emese. Etelköz felől már viszonylag egységes nemzettudattal érkeztünk egy aránylag népes törzsszövetségben, és csellel, háborúskodással, átvettük az ellenőrzést egy meglehetősen nagy terület felett, Árpád volt ekkor a nagyfejedelem, aki felosztotta a Magyar Fejedelemséget (az ő dédunokája majd Géza).

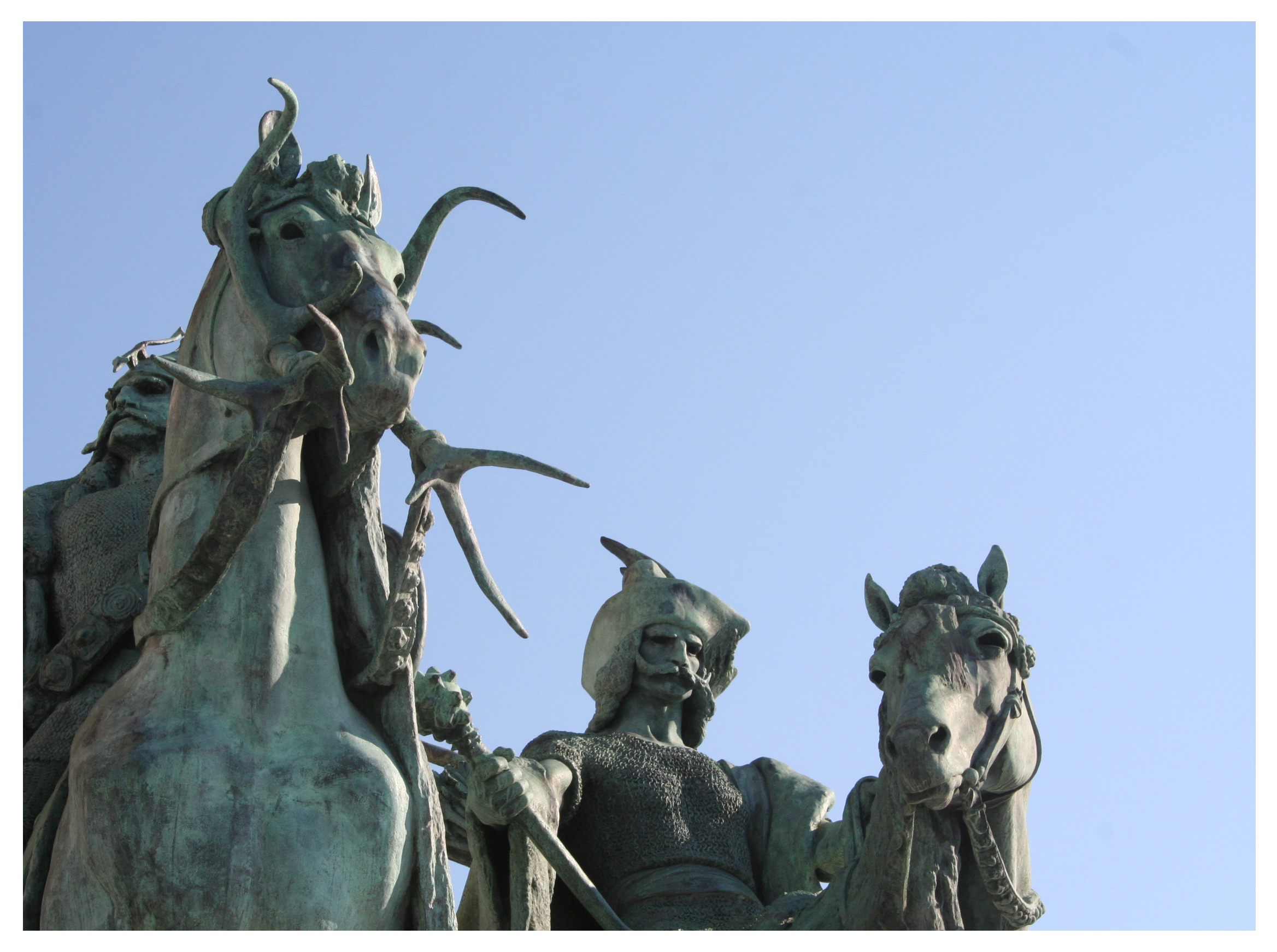
Részlet A 7 vezér bejöveteléből

A töredékesen fennmaradt mondák közül, amelyeket Komjáthy feldolgoz, a legnagyobb mennyiség (5-ből 3 rész) a hunokra esik.
A részek főhősökről vannak elnevezve:
- Puszta
- Hunor
- Keve
- Attila
- Álmos

Ezek összesen 82 mondát tartalmaznak.
Az első főhős Puszta, az idős táltos, az előmagyarság képviselője. Nevének megfelelően ezeknek a mondáknak a magva, kultúrája a bronzkor végi időszakból származhat, amikor az előmagyarság a Volga lefolyása mentén délre húzódhatott és rengeteg néppel, kultúrával kapcsolatba kerülve jelentős mértékben életmódot váltott. Ezek a mondák utalnak még a vadászó-halászó-gyűjtögető korai törzsi életmódra, de alapvetően már a monoteizmus irányába hatnak, hangsúlyos, és egyre hangsúlyosabb már bennük a fémművesség (a kovácsból Hadak Ura lesz), megjelenik a tenger és más térségbeli szavak is.Puszta leszármazottai lesznek majd a későbbi hunok és magyarok – Hunor, Magyar, Keve, Attila, Kende fia Csörsz, Álmos, Árpád, akiknek be van ígérve nyugaton az Aranyos Szegelet, ahova elvezetik népüket, de ők már nem láthatják meg (v.ö. a héber Biblia, a Tanakh leírását Mózes és a Kánaán történetéről.)

## Szerzői kontextus
Az érintett témák kutatási lehetőségi több esetben kitágultak a 2. világháború után, amire a szerző a második, immár bővített kiadás utószavában is utal, például:

„A szemmel látható aránytalanság, a hun történet túlsúlya azon egyszerű tényben leli magyarázatát, hogy a hun mondakör aránytalanul gazdagabb a magyarnál”

– Komjáthy István: Mondák könyve – Utószó

Alapos hangsúlyt fektet arra, ami Aranynál is olvasható, hogy a hun-magyar viszony elsősorban egy oldalági viszony – egy időben keleten egy szövetségben élt két számos szempontból hasonló életmódú, de például eltérő nyelvű nép "két egytestvér"-i, nem leszármazotti viszonya, ugyanakkor a "költői kerekség" kedvéért fontos, és általa is megőrzött tárgy. A "Nemere"-féle jelképes leszármazási táblát id kifejti, de  más tekintetben is alaposan szól a különféle típusú forrásairól.